# Mademoiselle Lange en Vénus
Mademoiselle Lange en Vénus est un tableau réalisé par le peintre français Anne-Louis Girodet en 1798. De format vertical, cette huile sur toile représente la comédienne Mademoiselle Lange en Vénus. La jeune femme y figure nue, debout sur un drap couvert de fleurs, tandis qu'elle lève la tête vers un miroir que tient Cupidon dans l'angle supérieur gauche de la composition. L'œuvre est conservée au musée des Beaux-Arts de Leipzig, à Leipzig, en Allemagne.
Confronté au désaveu de la peinture que lui oppose son modèle à l'occasion du Salon en 1799, l'artiste la représente à nouveau, cette fois en Danaé pour se venger. 

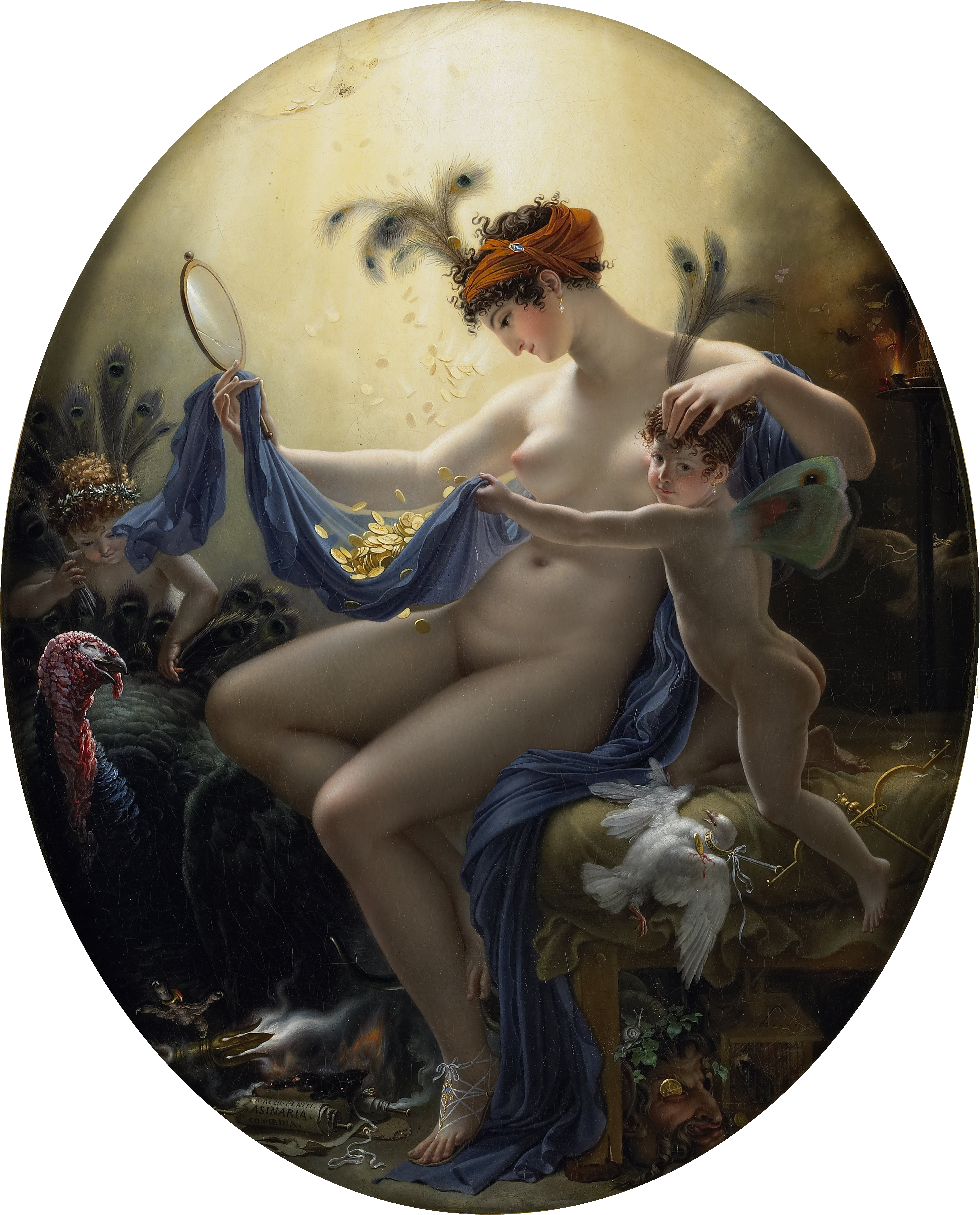
Mademoiselle Lange en Danaé, 1799 – Minneapolis Institute of Art, Minneapolis.